# Добриця Чосич
Добріца Чосич (серб. Добрица Ћосић; 29 грудня 1921, Велика-Дренова — 18 травня 2014, Белград) — югославський державний діяч, письменник і теоретик сербського національного руху. Був першим президентом Союзної Республіки Югославії, з 15 червня 1992 року по 1 червня 1993 року. Шанувальники часто зверталися до нього як до Отця Вітчизни, через ступінь впливу його особистості на сучасну історію розвитку держави і національного руху відродження Сербії в кінці 1980-х рр., опоненти ж використовували цей титул в іронічній манері.
Коли Югославія вступила у Другу світову війну, Добріца приєднався до югославських партизанів. Він був політпрацівником в Расинському партизанському загоні, редактором газети «Молодий боєць» і членом крайового комітету комсомолу Сербії. Після звільнення Белграда в жовтні 1944 року залишається активним комуністом, займаючи лідерські позиції в організації, веде роботу по комуністичній агітації і пропаганді в Агітпропі Центрального комітету Комуністичної партії Сербії, в цей же час його обирають народним депутатом від свого рідного регіону.
В середині 1960-х років після усунення з посад О. Ранковича і його союзників, Чосич став у опозиції до Тіто. В 1964 році він раптово вийшов з ЦК СКЮ. Вперше Чосич заявив про своє неприйняття політики Союзу комуністів Югославії на пленумі ЦК Союзу комуністів Сербії в травні 1968. У своїй доповіді «Завдання комуніста в здійсненні рівноправності народів Союзної республіки Сербія» він підняв проблему нерівноправності сербів у складі союзної Югославії.
У 1980-ті рр. в світ виходять книги, які переосмислюють історію Югославії і історію сербів в Югославії саме в дусі «сербського питання». Серед них — присвячений Другій світовій війні роман-епопея Чосича «Час зла» (трилогія «Грішник», «Єретик», «Віруючий»).